# صلبة السيدة (حارة)
صلبة السيدة هي إحدى حارات حي الظهار بمدينة إب اليمنية، بلغ تعداد سكانها 1113 نسمة حسب تعداد اليمن لعام 2004.